# مسرشمیت پی.۱۱۱۰
مسرشمیت پی. ۱۱۱۰ (به انگلیسی: Messerschmitt P.1110) یک هواگرد ساختِ کارخانهٔ مسرشمیت در کشور آلمان است. نخستین استفاده‌کنندهٔ این هواپیما نیروی هوایی آلمان نازی بوده‌است.